# Смит, Эдриан
Эдриан Фредерик Смит (англ. Adrian Frederick Smith; 27 февраля 1957, Хакни, Англия) — британский рок-гитарист, художник, автор песен, продюсер, прежде всего известный как гитарист хэви-метал-группы Iron Maiden.

## Детство
Родился 27 февраля 1957 года в Ист-Сайде, рабочем районе Лондона, в семье художника и декоратора. Он был третьим, самым младшим, ребёнком в очень религиозной семье. Религиозное образование и воспитание оказало большое влияние на мягкий, в целом, характер будущего музыканта. Его родители работали, не покладая рук, чтобы обеспечить своим детям достойное, по их мнению, место в обществе. Маленький Эдриан интересовался музыкой, в тринадцать лет за 50 пенсов он купил в магазине, продававшем подержанные записи, пластинку «The Beatles» и заслушал её до дыр.

## Начало карьеры
Первая купленная хард-рок-пластинка был альбом «Machine Head» группы «Deep Purple». После её прослушивания, по словам музыканта, Эдриан окончательно ставит жирную точку на карьере художника-оформителя, бросает, к явному неудовольствию своих родителей, школу и начинает музыкальную карьеру. Причём, на самом деле, он начинал свою карьеру как вокалист в группе Дэйва Мюррея «Evil Ways». Только потом он попутно, по-настоящему, осваивает гитару, помногу часов в день проводя за гитарным грифом. После школы последовала длинная череда смены жутких мест работы. В то время как мечтательный подросток все ожидал часа, когда же чудесным образом начнется его карьера, ему пришлось поработать сварщиком-стажёром, подмастерьем у краснодеревщика, а также молочником.

## Urchin
«Urchin» заключили контракт с DJM и обзавелись собственным менеджером, задолго до того, как Maiden впервые вошли в офис EMI на Манчестер-Сквер. Эдриану было всего 19 лет, когда он впервые подписал контракт, не имея никакого понятия о бизнесе. Все, о чём он думал, так это о той минуте, когда он поставит подпись в контракте, а в результате он заключал серьёзную сделку. Группа получила аванс в 5000 фунтов, который они тут же потратили на покупку аппаратуры мощностью в 1500 ватт и «большого грязного серого автобуса для музыкантов и „техников“, которые, в основном были приятелями группы». «Urchin» отыграли около ста концертов за год. Первый сингл «Urchin» под названием «Black Leather Fantasyх» вышел в свет в 1978 году. и получил пару неплохих рецензий в Sounds и Melody Maker, но продавался не так как хотелось. К концу 1980 года Urchin в конце концов распалась, и Эдриан на некоторое время присоединился к группе игравшей в стиле глэм-рок «Broadway Brats», пока не решил, что это совсем не то, чем он хотел бы заниматься.

## Iron Maiden
В группу Стива Харриса «Iron Maiden» его приглашали ещё в 1978 году. Но Смит вежливо отказывался, аргументируя это своей настойчивой идеей прорваться со своей группой Urchin на крупные концертные подмостки. Однако начинающая команда не имела практически никакого менеджмента, а их продюсерами были сами музыканты.
Первые пробные концерты с Эдрианом Смитом начались в зале Marquee. 21 декабря 1980 года Смит принял настоящее боевое крещение в лондонском Rainbow Theatre. Концерт был снят на плёнку, а позже на видеокассете вышел тридцатиминутный фильм по материалам этого концерта.

### Killers
Второй студийный альбом «Iron Maiden» под названием «Killers» был логическим продолжением первого и в основном включал в себя композиции, давно исполняемые музыкантами. Получилось нечто: Смит, более техничный и одарённый, чем его предшественник Деннис Стрэттон, привнёс в звучание альбома мелодичность и мягкость.

### The Number of the Beast
Смит написал композицию «22 Acacia Avenue», когда ему было восемнадцать, но закончил работу над ней только через несколько лет с разными составами своей группы «Urchin». Весьма удивительно то, что она в итоге стала песней Maiden. «Urchin» выступали в местном парке — и играли «22 Acacia Avenue». Она звучала совершенно иначе, чем та, которую позже исполнили «Iron Maiden». Любопытным было то, что Стив Харрис оказался на том концерте, а при написании материала для нового альбома Стив вспомнил тот концерт и предложил Эдриану переписать композицию для «Iron Maiden».

### Somewhere in Time
Идея написания альбома не раз приходила в голову Эдриана ещё в 1985, когда группа совершала мировое турне по раскрутке нового на тот период альбома «Powerslave». Но ведущая роль в задании направления всегда принадлежала Стиву Харрису и Эдриану было сложно здесь находить компромисс. Но после самых утомительных в истории группы гастролей 1984-85 годов в идеях Стива образовалась дыра, которую попытался заполнить Эдриан, вдохновляемый  неиссякаемым творческим энтузиазмом Брюса Дикинсона. Причём он не делал никаких общих наметок, табулатур, порядка аккордов и прочего. Эдриан просто записывал сырые демо, а потом выносил их на суд группе. Идея же для песни «Wasted Years» у него возникла совершенно случайно, когда он развлекался с гитарным синтезатором. На этом альбоме три композиции вышли почти целиком из под его пера: «Wasted Years», «Sea of Madness», «Stranger in a Strange Land». Общий дух альбома в целом пропитан некой загадочностью. Гитарные синтезаторы фирмы Roland и клавишные вставки разбавили хард-роковое звучание и придали альбому неповторимый и необычный для «Iron Maiden» звуковой колорит. И это во многом заслуга Эдриана. Название же композиции «Stranger in a Strange Land» (c англ. «Чужой в стране чужих») Смит позаимствовал из книги Роберта Хайнлайна, творчество которого оказало определённое влияние и на некоторых музыкантов 60-х годов.

## Сольные проекты
Его первым проектом стала группа «A.S.A.P.», игравшая на стыке стилей рокабилли,АОР и хард-рок. Музыка в корне отличалась от того, что Эдриан делал в «Iron Maiden». Запись альбома в 1989 году и гастроли фактически послужили к его официальному увольнению из «Iron Maiden». Альбом продавался не так, как того хотели продюсеры, и проект распался. После нескольких проектов, самым запоминающимся из которых оказался «Psycho Motel», Эдриан оказался в группе Брюса Дикинсона. В 2021 году выпустил совместный альбом с Ричи Коценом (Smith/Kotzen), на котором оба гитариста выступили также вокалистами.

## Снова Iron Maiden

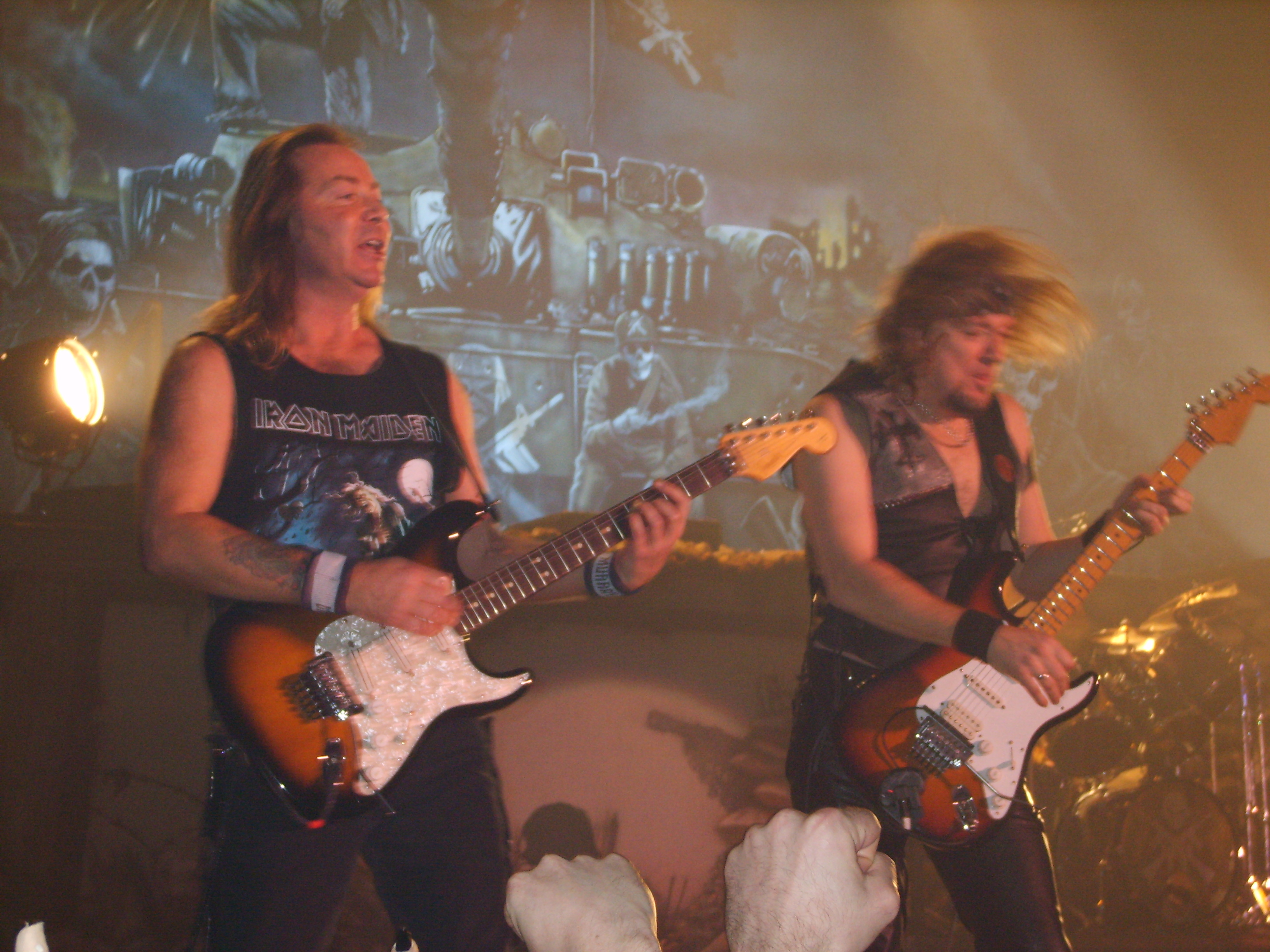
Эдриан Смит и Дэйв Мюррей на концерте

В январе 1999 года группа вступила в переговоры с Дикинсоном, который во время встречи в Брайтоне согласился вернуться, вместе с Эдрианом, который позвонил несколько часов спустя. С этого момента состав «Iron Maiden» установился окончательно.

## Гитары и аппаратура
Предпочитает играть на струнах по принципу «легкий верх, тяжёлый низ». Толщина струн: ми — 09, си — 11, соль — 16, ре — 24, ля — 36, ми — 46.
Смит предпочитает играть на электрогитарах фирмы Fender, хотя во многих эпизодах своей музыкальной карьеры не гнушался использовать и инструменты других производителей гитар, таких как Jackson, Ibanez Roadstar, Ibanez Destroyer, Gibson Les Paul, Gibson Explorer, Gibson SG и Lado Guitars. Например, Эдриан играл в песне «Aces High» на видео «Live After Death» на гитаре Lado Earth, перламутровые вставки в её грифе были сделаны по его личному заказу, а затем канадская фирма Lado решила оставить их в производстве, после этого стали доступны модели Lado Earth с Adrian Smith Inlays (в этом же клипе появилась и бас-гитара этой же конторы, сделанная по заказу Стива Харриса — Steeve Harris Unicorn). На DVD-диске, продававшемся как бонусный с альбомом 2006 года «A Matter of Life and Death» Смит рассказывает, что первой его гитарой, купленной им в 17 лет за 235 фунтов стерлингов, была гитара Gibson Les Paul Goldtop. Чтобы купить столь дорогую даже по нынешним временам вещь, молодой музыкант вынужден был работать почти всё лето на строительной площадке. В 2008 году компания Jackson выпустила серию его именных гитар «Jackson Adrian Smith San Dimas® DK™».

## Признание
Занимает 8-е место в списке величайших метал-гитаристов всех времён по версии журнала Total Guitar, 28-е место в списке «75 лучших хард-рок/метал-гитаристов всех времён» по версии Loudwire, а также занимает 11-е место в списке 100 величайших метал-гитаристов всех времён по версии журнала Guitar World совместно с Дэйвом Мюрреем и 4-е место совместно с Дэйвом Мюрреем и Яником Герсом (все трое — гитаристы Iron Maiden) — в списке величайших метал-гитаристов всех времён по версии Metal Hammer. Также совместно с Дэйвом Мюрреем занимает 83-е место в списке 250 величайших гитаристов всех времён по версии Rolling Stone.

## Личная жизнь
Жена — Натали Дюфресн-Смит (с 21.10.1988 г.), канадка, работает в «Maiden Flight», организации по информированию о раке и защите прав пациентов. У пары трое детей.
Любит рыбачить в Канаде. Любимые рыбные места на реке Bow, провинция Альберта, Kamloops, и на озере святого Лаврентия в Квебеке. Любимая обложка диска «Iron Maiden» — «Somewhere in Тime». Любимое изображение маскота — Эдди на нём же. В его гитарной коллекции приблизительно тридцать гитар. Любимые гитаристы — Гэри Мур, Джо Сатриани, Ричи Блэкмор, а самый величайший гитарист, по его мнению — Ван Хален.
Эдриан — заядлый игрок в теннис и страстный поклонник футбольного клуба «Уотфорд». Мечтает услышать «Phantom of the Opera» в исполнении «Spice Girls».

## Дискография

### Urchin
- Black Leather Fantasy (1977)
- She’s A Roller (1977)
- Urchin (2004)- Best of/Compilation

### Iron Maiden
- Killers (1981)
- The Number of the Beast (1982)
- Piece of Mind (1983)
- Powerslave (1984)
- Live After Death (1985)
- Somewhere in Time (1986)
- Seventh Son of a Seventh Son (1988)
- Brave New World (2000)
- Rock in Rio (2002)
- Dance of Death (2003)
- Death on the Road (2005)
- A Matter of Life and Death (2006)
- The Final Frontier (2010)
- The Book of Souls (2015)
- Senjutsu (2021)

### A.S.A.P.
- Silver and Gold (1989)

### The Untouchables
- The Untouchables (1992) (Live)

### Psycho Motel
- State of Mind (1996)
- Welcome to the World (1997)

### Bruce Dickinson
- Accident of Birth (1997)
- The Chemical Wedding (1998)
- Scream for Me Brazil (1999) (Live)

### Smith/Kotzen
- Smith/Kotzen (2021)

### Появления в качестве гостя
- Earthshaker (1983) — Earthshaker — «Dark Angel»
- Hear 'n Aid (1985) — «Stars»
- Rock Aid Armenia — The Earthquake Album (1989) — «Smoke on the Water»
- Iron Maiden — Live at Donington (1993) — «Running Free»
- Michael Kiske — Instant Clarity (1996) — «The Calling», «New Horizons»
- Humanary Stew: A Tribute to Alice Cooper (1998) — «Black Widow»
- «Various Artists» (2005)- Welcome to Nightmare: An All-Star to Alice